# Église Saint-Jean-Baptiste du Croisty
L'église saint Jean Baptiste est une église catholique située au Croisty, en France.

## Localisation
L'église est située dans le département français du Morbihan, sur la commune du Croisty.

## Historique
L'église Saint-Jean-Baptiste fait l’objet d’une inscription au titre des monuments historiques depuis le 28 décembre 1984.
Au XIIe siècle, le Croisty (« Maison de la Croix », en breton) appartenait à l’ordre des Hospitaliers de Saint-Jean de Jérusalem. 
Selon une sablière située à droite du transept ouest, l’église actuelle fut terminée au XVIe siècle. 
Des voûtes romanes découvertes en 1998 prouvent l’antériorité de l'édifice. 
En entrant dans cette église, on remarque de suite sa voûte bleue, symbole du ciel dans l'art roman. Elle comporte des sablières en bois polychrome, comportant des scènes de chasse et le combat des centaures, un homme sur le point d'uriner, qui furent restaurées en 2001 et 2002. Elles sont classées  Classé MH (1939) pour 14 scènes d'entre elles et une en  Classé MH (1994), d'autres pièces de mobilier de cette église sont également classées.
En 1860, le toit est rénové ainsi que le lambris de la sacristie et l’autel. 
En 1879, la flèche du clocher est reconstruite en pierre. Elle est frappée par la foudre en 1895. 
En 1892, une sacristie fut installée sur l’emplacement de l’ancienne chapelle de Corrogant. Elle est restaurée en 2000. 
En 1997, l'état de l'église représente un danger pour la sécurité du public. Sa fermeture est envisagée. 
En 1998 une restauration de l’édifice porte sur les murs, la charpente, la toiture, le clocher, les vitraux, les sablières, les clés de voûte, la voûte lambrissée et les statues.

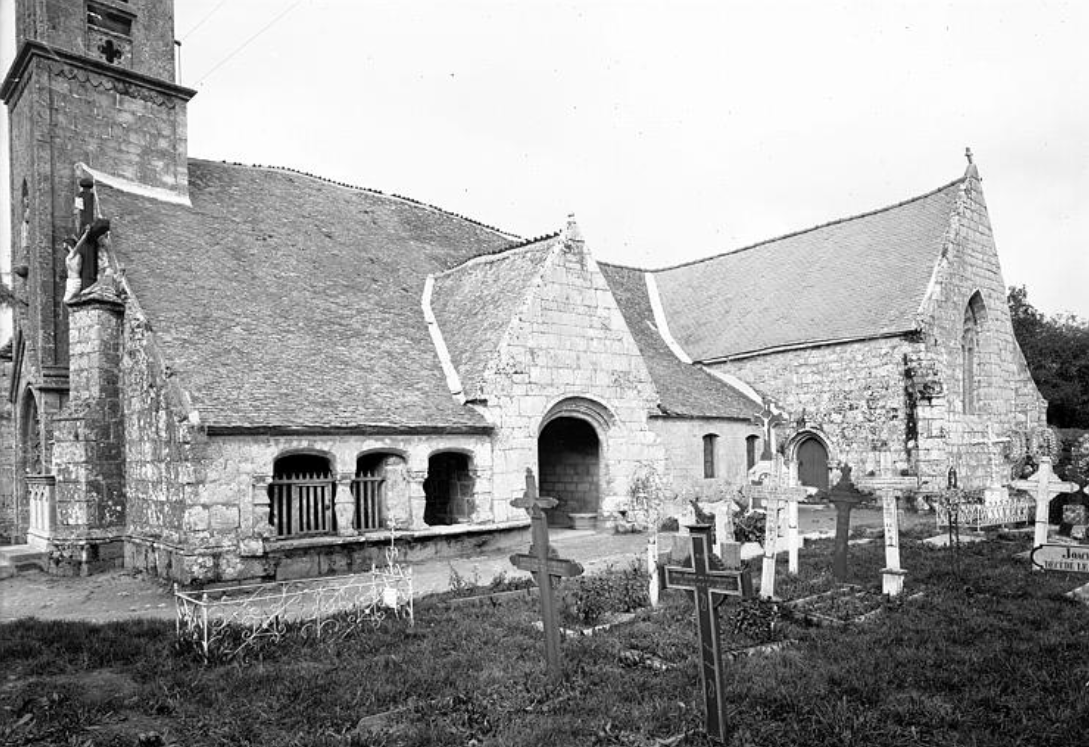
L'église Saint-Jean-Baptiste en 1922 avant le transfert du cimetière.
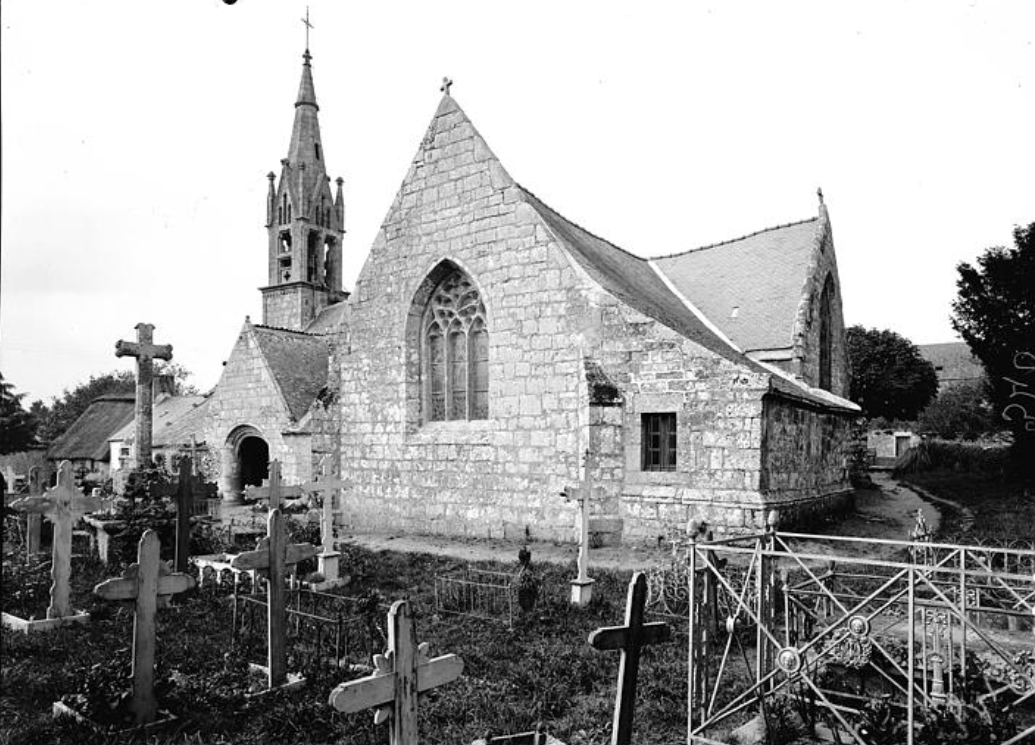
L'église Saint-Jean-Baptiste en 1922 vue sous un autre angle.

## La maîtresse vitre
La maîtresse vitre, comme la plupart des éléments architecturaux de l'église, date du XVIe siècle. Elle raconte la vie de Saint Jean-Baptiste. On y reconnait les armes des Le Scanff, seigneur du Dréors en Priziac : «  de sable à la croix engreslée d'argent ». Elle a été restaurée par l'atelier Le Bihan de Quimper.

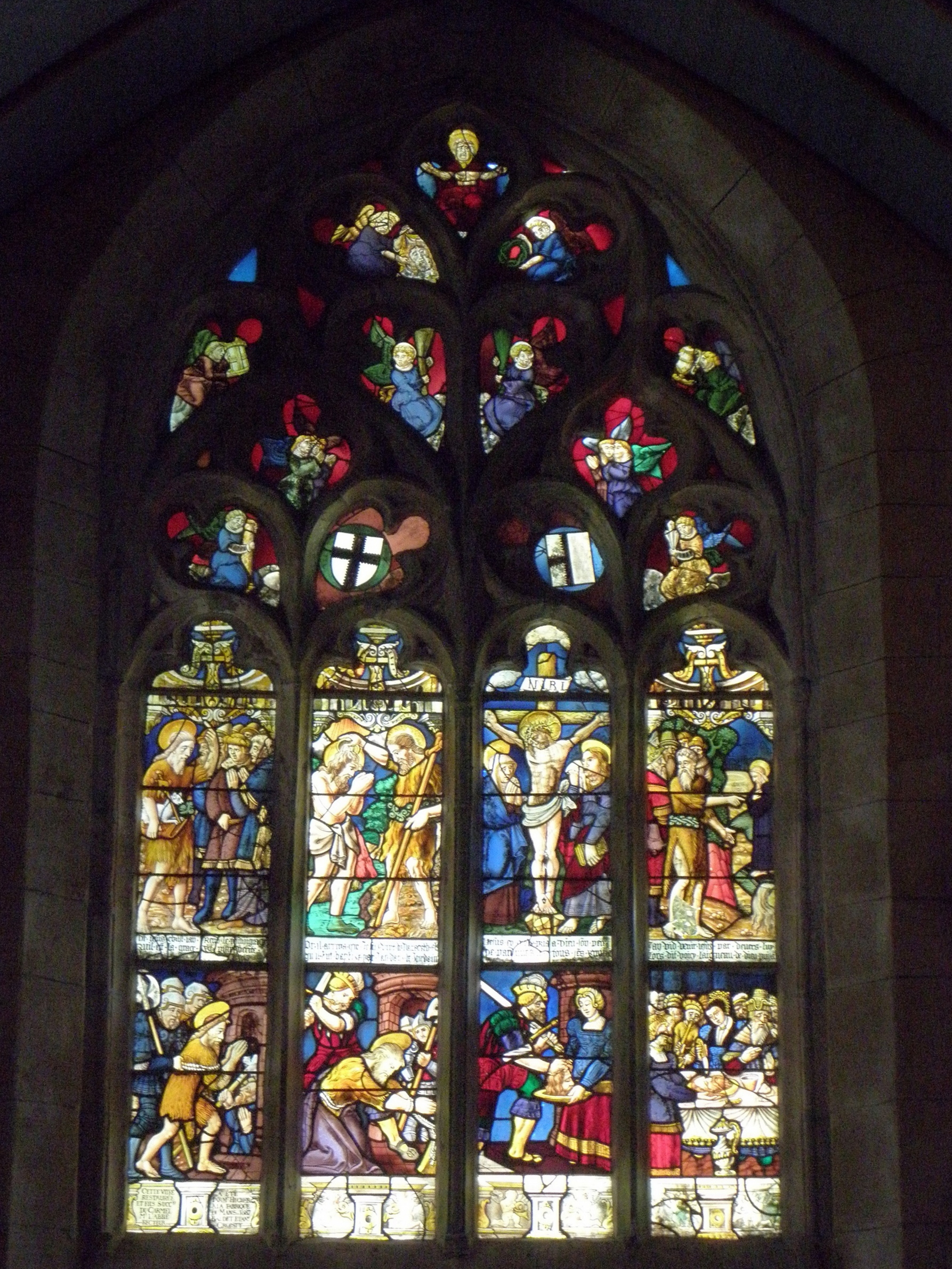
La maîtresse vitre du XVIe siècle.

## Les sablières
Les sablières sculptées qui ornent l'église datent de 1553. Le nom du sculpteur nous est inconnu. Seul le nom du commanditaire nous est connu grâce à une inscription sur une des sablières : L'an mil cinq centz cinquante troys, me Pierre Le Dorfen a fait faire le bois de ce deux chapelles. Parmi les principaux thèmes abordés par les sculptures figurent la chasse et les centaures. Le personnage tenant ses attributs masculins, sur la sablière sud de la nef, est une reconstitution effectuée lors de la dernière restauration. En effet en 1748, alors que l'église menace ruine, l'évêque de Vannes ordonne : d'ôter incessamment toutes les sculptures indécentes. Il n'est pas fait mention des sablières mais il est probable qu'elles faisaient partie de ces éléments.

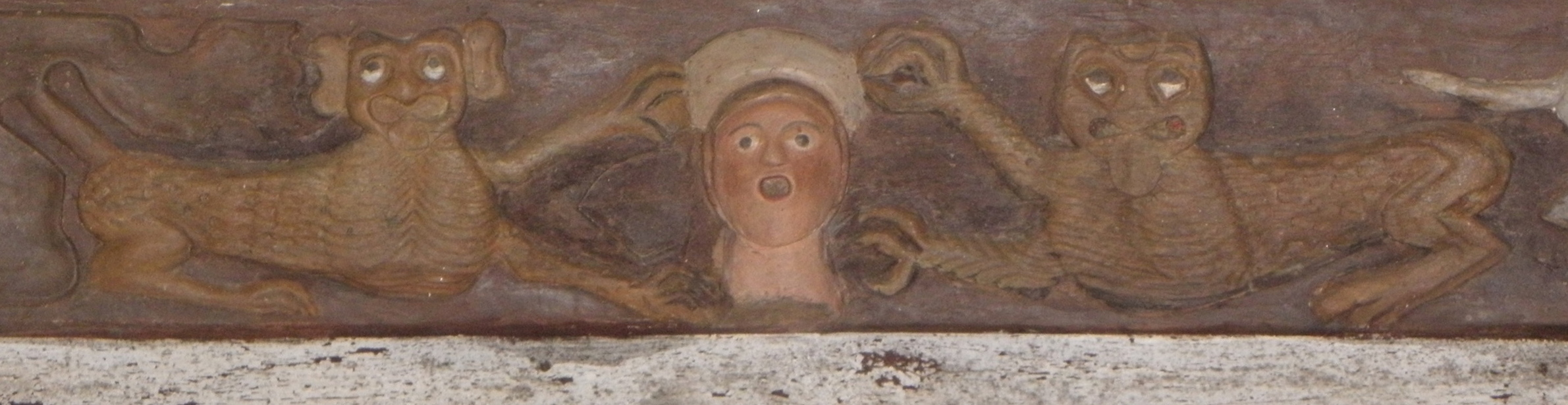
Homme criant sa frayeur entre les griffes de deux monstres s'apprêtant à le dévorer.
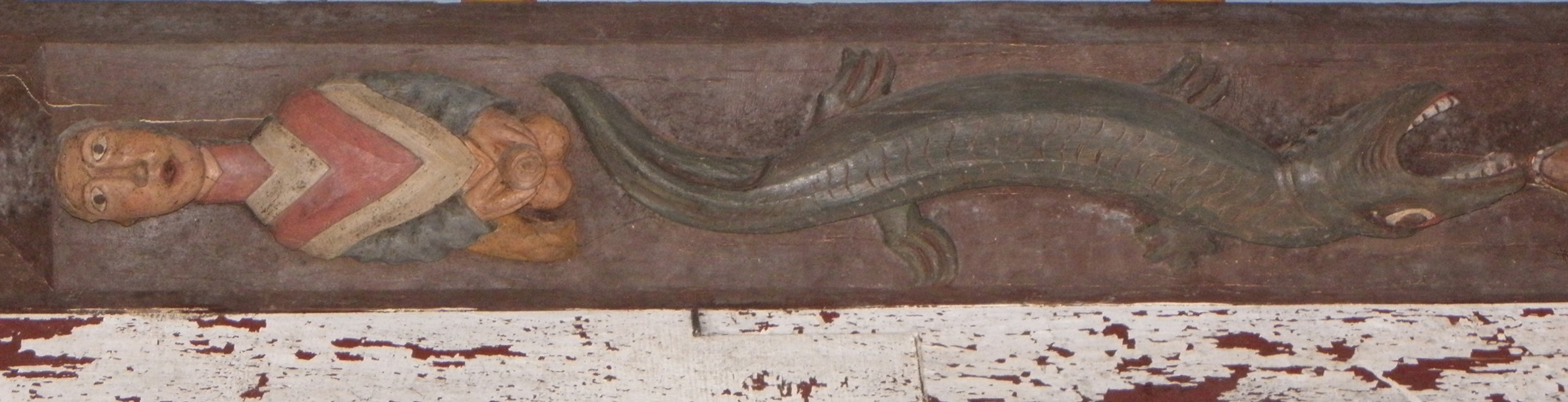
Homme tenant ses attributs masculins.
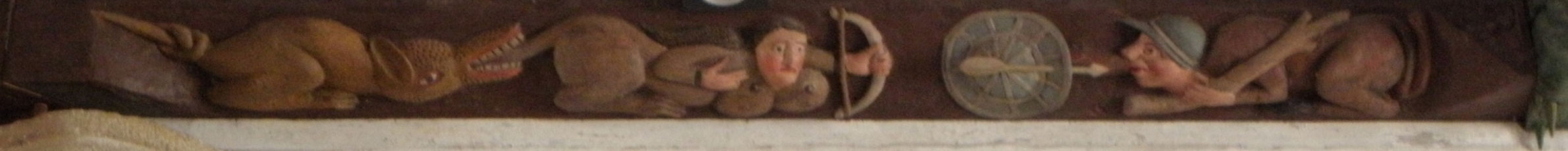
Centaure casqué armé d'un bâton affrontant une centauresse venant de transpercer une cible avec sa flèche.
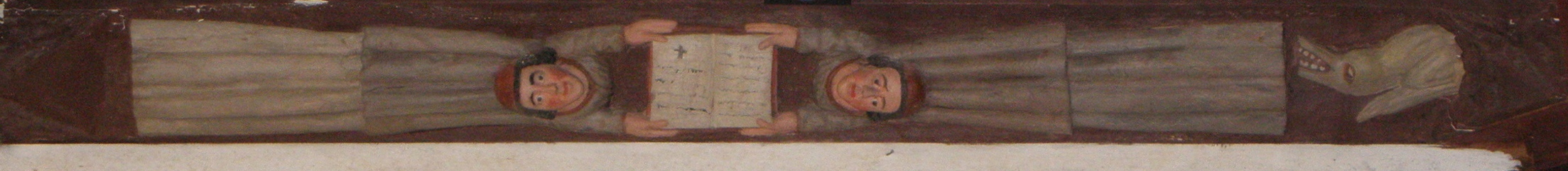
Personnages allongées portant l'habit religieux.
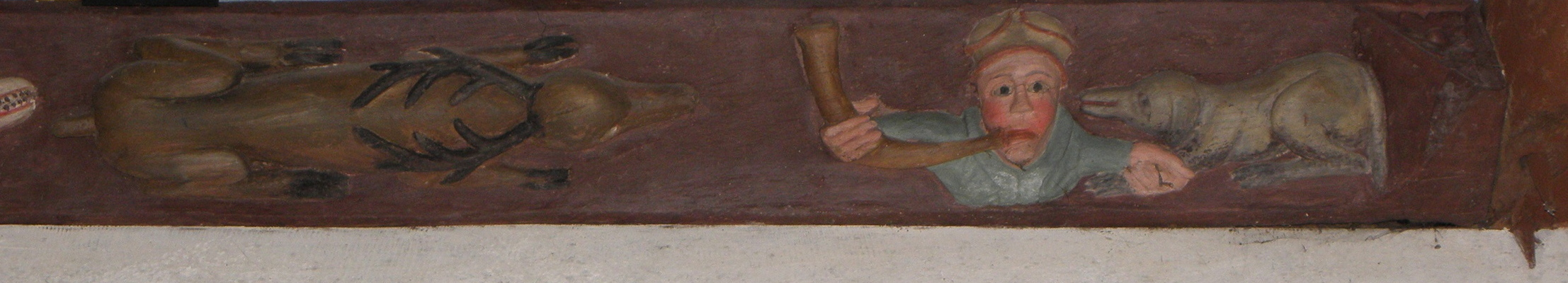
Scène de chasse. Chasseur jouant du cor à l'extrémité droite.